# Philodromus bosmansi
Philodromus bosmansi là một loài nhện trong họ Philodromidae.
Loài này thuộc chi Philodromus. Philodromus bosmansi được miêu tả năm 2004 bởi Muster & Konrad Thaler.